# Patrick Cummins
Patrick Cummins (Doylestown, 16 de novembro de 1980) é um lutador estadunidense de artes marciais mistas. Atualmente ele compete na categoria peso-meio-pesado no Ultimate Fighting Championship. Atualmente, ele está em 12º lugar no ranking dos meio-pesados do UFC.
Cummins também é conhecido por não ter um dos dentes incisivos, mas parece não ligar muito para esse fato. Ao contrário, faz disso sua "marca registrada", divulgando camisas cujo desenho é uma caricatura sua, justamente com ênfase na deficiência dentária.

## Carreira no MMA

### Início da carreira
Tido como um talentoso wrestler na NCAA Division I, Cummins fez a transição para o MMA em 2010 ele fez sua estréia profissional em 4 de dezembro de 2010 contra Terrell Brown no Strikeforce: Henderson vs. Babalu II. Cummins saiu vencedor após vencer o combate por nocaute técnico no primeiro round.
Cummins enfrentou Tasi Edwards no ProElite 3 em janeiro de 2012. Ele venceu por finalização (katagatame).
Cummins enfrentou Ricky Pulu no Xplode Fight Series - Revenge em março de 2013. Ele venceu por nocaute técnico no primeiro round.
No que seria sua última luta antes de assinar com o UFC, Cummins enfrentou Willie Smalls no RCL: Chaos in the Cage em 18 de maio de 2013. Cummins venceu por finalização (guilhotina).

### Ultimate Fighting Championship
Em fevereiro de 2014, Cummins foi chamado em cima da hora para substituir Rashad Evans contra Daniel Cormier em 22 de Fevereiro de 2014, no UFC 170.  Ele perdeu a luta por nocaute técnico no primeiro round.
Em sua segunda luta na promoção, Cummins era esperado para enfentar o brasileiro Francimar Barroso em 7 de Junho de 2014 UFC Fight Night: Henderson vs. Khabilov. Porém, Barroso foi forçado a se retirar do card após sofrer uma lesão. Cummins então enfrentou Roger Narvaez no evento. Ele venceu por nocaute técnico no segundo round.
Cummins enfrentou Kyle Kingsbury em 26 de Julho de 2014 no UFC on Fox: Lawler vs. Brown. Ele dominou a luta completamente, vencendo por decisão unânime.
Cummins enfrentou Antonio Carlos Jr. em 20 de Dezembro de 2014 no UFC Fight Night: Machida vs. Dollaway e, mais uma vez dominando completamente a luta, venceu por decisão unânime.
Cummins foi nocauteado por Ovince St. Preux em 18 de Abril de 2015 no UFC on Fox: Machida vs. Rockhold ainda no primeiro round.
Cummins enfrentou o brasileiro Rafael Cavalcante em 1 de Agosto de 2015 no UFC 190, no Brasil. Ele o venceu por nocaute técnico no terceiro round.
Cummins enfrentou Glover Teixeira em 7 de Novembro de 2015 no UFC Fight Night: Belfort vs. Henderson III. Cummins foi derrotado por nocaute técnico no segundo round.
Cummins enfrentou Rogério Minotouro em 14 de Maio de 2016 no UFC 198. Ele perdeu por nocaute.
Cummins era esperado para enfrentar Gian Villante no dia 9 de dezembro de 2016 no UFC Fight Night: Lewis vs. Abdurakhimov. Porém, no dia 2 de dezembro, Cummins saiu do combate devido uma infecção por estafilococos. Para seu lugar, foi convocado o estreante Saparbek Safarov.
Cummins enfrentou Jan Blachowicz em 8 de abril de 2017 no UFC 210. Ele venceu por decisão majoritária.

## Cartel no MMA
| Cartel no MMA   |             |            |
| 17 lutas        | 10 vitórias | 7 derrotas |
| Por nocaute     | 4           | 5          |
| Por finalização | 2           | 1          |
| Por decisão     | 4           | 1          |

| Res.    | Cartel | Oponente           | Método                             | Evento                                     | Data       | Round | Tempo | Local                     | Notas           |
| ------- | ------ | ------------------ | ---------------------------------- | ------------------------------------------ | ---------- | ----- | ----- | ------------------------- | --------------- |
| Derrota | 10-7   | Ed Herman          | Nocaute Técnico (joelhada e socos) | UFC Fight Night: dos Anjos vs. Lee         | 18/05/2019 | 1     | 3:45  | Rochester                 |                 |
| Derrota | 10-6   | Misha Cirkunov     | Finalização (katagatame)           | UFC Fight Night: Volkan vs. Smith          | 27/10/2018 | 1     | 2:40  | Moncton, New Brunswick    |                 |
| Derrota | 10-5   | Corey Anderson     | Decisão (unânime)                  | UFC Fight Night: Barboza vs. Lee           | 21/04/2018 | 3     | 5:00  | Atlantic City, New Jersey |                 |
| Vitória | 10-4   | Gian Villante      | Decisão (dividida)                 | UFC on Fox: Weidman vs. Gastelum           | 22/07/2017 | 3     | 5:00  | Uniondale, Nova Iorque    |                 |
| Vitória | 9-4    | Jan Blachowicz     | Decisão (majoritária)              | UFC 210: Cormier vs. Johnson II            | 08/04/2017 | 3     | 5:00  | Buffalo, Nova Iorque      |                 |
| Derrota | 8-4    | Rogério Minotouro  | Nocaute Técnico (socos)            | UFC 198: Werdum vs. Miocic                 | 14/05/2016 | 1     | 4:52  | Curitiba                  |                 |
| Derrota | 8-3    | Glover Teixeira    | Nocaute Técnico (socos)            | UFC Fight Night: Belfort vs. Henderson III | 07/11/2015 | 2     | 1:12  | São Paulo                 |                 |
| Vitória | 8-2    | Rafael Cavalcante  | Nocaute Técnico (cotoveladas)      | UFC 190: Rousey vs. Correia                | 01/08/2015 | 3     | 0:45  | Rio de Janeiro            |                 |
| Derrota | 7-2    | Ovince St. Preux   | Nocaute Técnico (socos)            | UFC on Fox: Machida vs. Rockhold           | 18/04/2015 | 1     | 4:54  | Newark, New Jersey        |                 |
| Vitória | 7-1    | Antonio Carlos Jr. | Decisão (unânime)                  | UFC Fight Night: Machida vs. Dollaway      | 20/12/2014 | 3     | 5:00  | Barueri                   |                 |
| Vitória | 6-1    | Kyle Kingsbury     | Decisão (unânime)                  | UFC on Fox: Lawler vs. Brown               | 26/07/2014 | 3     | 5:00  | San Jose, Califórnia      |                 |
| Vitória | 5-1    | Roger Narvaez      | Nocaute Técnico (socos)            | UFC Fight Night: Henderson vs. Khabilov    | 07/06/2014 | 2     | 2:28  | Albuquerque, Novo México  |                 |
| Derrota | 4-1    | Daniel Cormier     | Nocaute Técnico (socos)            | UFC 170: Rousey vs. McMann                 | 22/02/2014 | 1     | 1:19  | Las Vegas, Nevada         | Estreia no UFC. |
| Vitória | 4-0    | Willie Smalls      | Finalização (guilhotina)           | SCL: Chaos in the Cage                     | 18/05/2013 | 1     | 3:19  | Denver, Colorado          |                 |
| Vitória | 3-0    | Ricky Pulu         | Nocaute Técnico (socos)            | Xplode Fight Series - Revancha             | 16/03/2013 | 1     | 1:07  | Valley Center, Califórnia |                 |
| Vitória | 2-0    | Tasi Edwards       | Finalização (katagatame)           | ProElite 3: Da Spyder vs. Minowaman        | 21/01/2012 | 1     | 4:01  | Honolulu, Havaí           |                 |
| Vitória | 1-0    | Terrell Brown      | Nocaute Técnico (socos)            | Strikeforce: Henderson vs. Babalu II       | 04/12/2010 | 1     | 2:44  | St. Louis, Missouri       |                 |